# Boophis luciae
Boophis luciae is een kikker uit de familie gouden kikkers (Mantellidae). De soort werd voor het eerst wetenschappelijk beschreven door Frank Glaw, Jörn Köhler, Ignacio De la Riva, David Vieites en Miguel Vences in 2010. De soort behoort tot het geslacht Boophis. De soortaanduiding luciae is een eerbetoon aan Lucia de la Riva.

## Leefgebied
De kikker is endemisch in Madagaskar. De soort komt voor in het oosten en midden van het eiland en leeft onder andere in de subtropische bossen van Madagaskar. Ook komt de soort voor in nationaal park Ranomafana en nationaal park Andasibe Mantadia.